# Zadenbibliotheek
Een zadenbibliotheek is een instelling die gratis zaden uitleent of deelt van groenten, kruiden en bloemen.

## Achtergrond
Doordat steeds meer bedrijven het patent claimen op zaden die gemanipuleerd zijn, mogen die niet meer vrij verspreid worden. Een van de gevolgen is dat de biodiversiteit afneemt. Via zadenbibliotheken:
- krijgen meer mensen veel verschillende biologische, gif- en gentechvrije zaden,
- worden lokale zadencollecties opgebouwd waarvan bekend is op welke grond zij goed groeien,
- worden kennis en tuinervaringen uitgewisseld,
- wordt het eenvoudiger, goedkoper, leuker en succesvoller om zelf voedsel te verbouwen en bloemen te kweken.[1]

Doordat de deelnemers samen in kleine en grote tuinen, op balkons en vensterbanken een (klein) deel van het eigen voedsel opkweken, ontstaat een veerkrachtig netwerk waar voedsel verbouwd wordt. Het doel van Zadenbibliotheek Nederland is voedselzekerheid voor iedereen. Vaak worden de gebruikelijke variëteiten groenten, bloemen en kruiden uitgeleend. Een doel van veel zadenbibliotheken is ook behoud van de agrarische biodiversiteit door te focussen op zeldzame, lokale en erfgoedvariëteiten.
Een zadenbibliotheek onderscheidt zich van een zadenbank doordat het hoofddoel niet is kiemplasma of zaden op te slaan of te behoeden voor vernietiging, maar ze te verspreiden onder het publiek, dat de gedeelde plantenrassen in stand houdt door vermeerdering en verdere uitwisseling van het zaad. Zadenbibliotheken vormen een aanvulling op de conserveringsactiviteiten van zaadbanken door lokale en erfgoedvariëteiten te verzamelen die anders verloren zouden gaan, en door nieuwe lokale variëteiten te verzamelen.

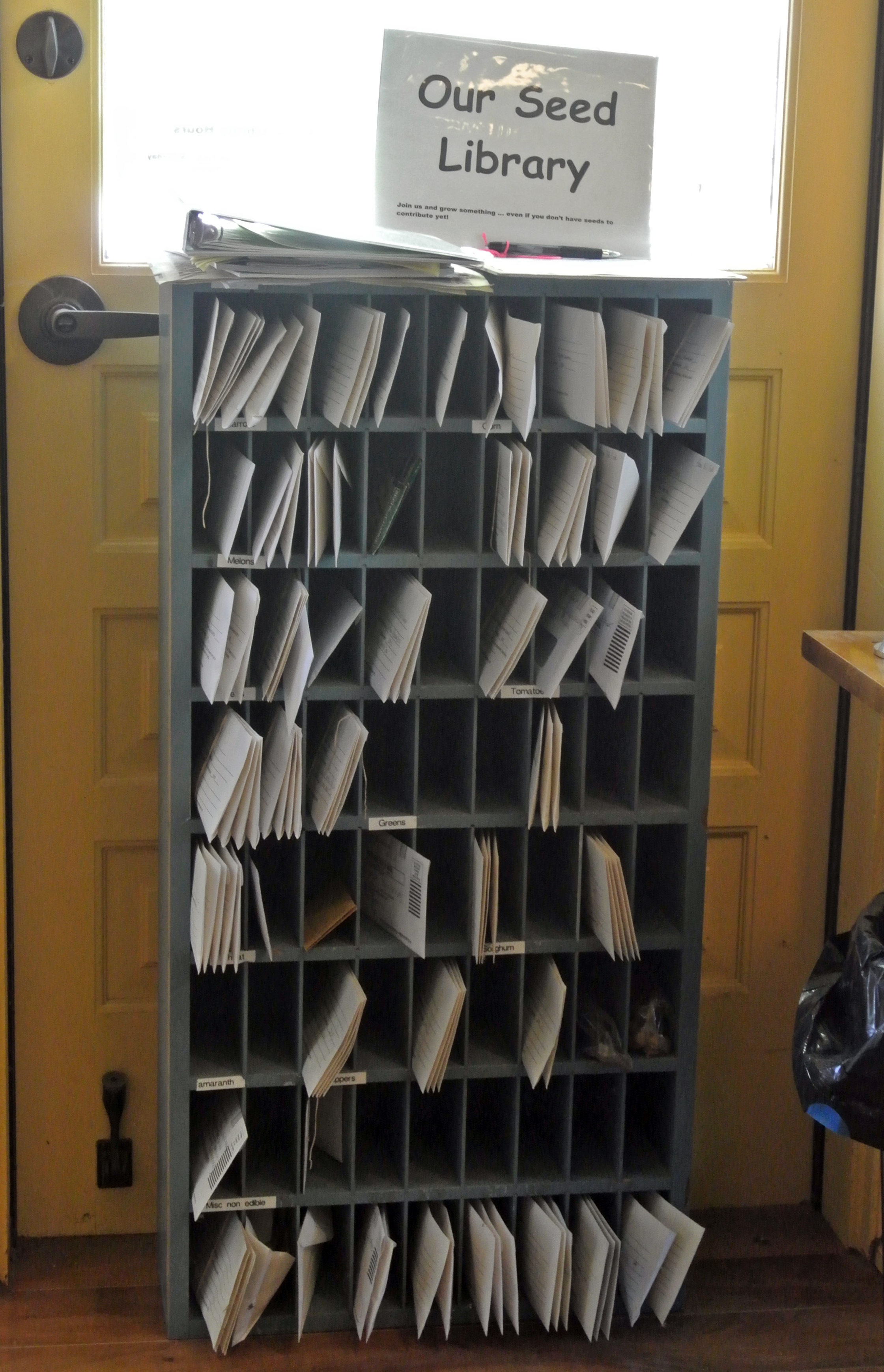
Zadenbibliotheek in Arizona

## Geschiedenis
Van oorsprong komt het idee uit de Verenigde Staten. De eerste hedendaagse zadenbibliotheek werd in 1999 opgericht in het Berkeley Ecology Center. Sindsdien is het aantal wereldwijd gegroeid tot meer dan 450. Zowel in Nederland als in België zijn er anno 2022 ongeveer vijftig, waarvan de meeste in openbare bibliotheken zijn gehuisvest. De overkoepelende organisatie Zadenbibliotheek Nederland ontstond in 2021 vanuit stichting zadenbibliotheek Fryslân. Door de aangesloten organisaties werden in 2020 in totaal vijfduizend zakjes zaad uitgeleend. Naar aanleiding van een radio-uitzending over de ontwikkelingen in Nederland, is ook in Curaçao een zadenbibliotheek gestart.

## Werkwijze
Een zadenbieb werkt net als een gewone bibliotheek: mensen kunnen zaden lenen van eetbare en niet-eetbare planten. Het is van belang dat de sterkste plant die uit de zaden ontstaat, blijft staan, bloeit en in zaad schiet. Aan de mensen die zaden hebben geleend, wordt gevraagd de geoogste zaden aan het eind van het seizoen terug te brengen. Hoewel "uitlenen" eenvoudig is, vormt het "teruggeven" of opnieuw deponeren van zaden een uitdaging, omdat de nieuwe zaden niet noodzakelijk goed beschreven zijn en onbedoelde hybriden kunnen zijn.
Openbare bibliotheken zijn een geschikte ruimte voor zadenbibliotheken omdat het openbare gebouwen zijn, toegankelijk voor iedereen en geopend op vaste tijden. Misbruik wordt voorkomen doordat het personeel informeel toezicht houdt op de uitleenplek. Het personeel kan tevens informatie geven en door de uitleen van boeken de kennis over tuinieren vergroten. Zadenbiebs bevinden zich ook in universiteitsbibliotheken, musea of zijn op lidmaatschap gebaseerde online programma's, programma's van botanische tuinen of volkstuinverenigingen en onderzoeksinstituten. In Tiel is de zadenbieb gekoppeld aan Vlindertuin De Zindering. Andere zadenbibliotheken zijn voortgekomen uit inspanningen op het gebied van duurzaamheid of veerkracht van de gemeenschap, en van de slow-foodbeweging.